# موزه سکس (نیویورک)
موزه سکس(به انگلیسی: Museum of Sex) که همچنین با نام موسکس (به انگلیسی: MoSex) نیز شناخته می‌شود یک موزه سکس واقع در شمارهٔ ۲۳۳ خیابان پنجم است که در گوشهٔ خیابان شماره ۲۷ ایست منهتن شهر نیویورک قرار دارد. این موزه در ۵ اکتبر ۲۰۰۲ بازگشایی شد.

## تاریخچه
دنیل گروک مؤسس آن می‌خواسته تا موزه ای وفادار به «تاریخ، تکامل و اهمیت فرهنگی جنسیت انسان» را بسازد.هدف اصلی این موزه «حفظ و نمایش تاریخ، سیر تکاملی و اهمیت فرهنگی جنسیت انسانی» در نمایشگاه‌ها برنامه‌ها و انتشارات خود است. موزه سکس متعهد است که گفتمان و مبادله را باز کند و به عموم مردم بهترین دانش کنونی را عرضه کند. این موزه تمرکز بر خرده فرهنگها و ترجیحات جنسی متفاوت دارد که شامل همجنسگرایان زن ،همجنسگرایان مرد، بی‌دی‌اس‌ام، اروتیکا و همچنین پورنوگرافی و مشاغل جنسی می‌شود. با وجود آنکه نمایشگاه‌های این موزه به صورت آموزشی هستند اما گاهی اوقات از محتوای صریح استفاده می‌کنند. به همین دلیل بازدیدکنندگان از این موزه بایستی ۱۸ سال به بالا باشند.